# Mohammad Nour
Mohammad Nour Adam Hawsawi, né le 26 février 1978 à La Mecque, est un footballeur international saoudien d'origine nigériane. Il joue au poste de milieu de terrain avec l'équipe d'Arabie saoudite et le club de Al Ittihad Djeddah.

## Carrière

### En club
- 1996- : Al Ittihad Djeddah -  Arabie saoudite

### En équipe nationale
Nour participe à la coupe du monde 2006 avec l'équipe d'Arabie saoudite.
74 sélections (23 buts) entre 1999 et 2009.

## Palmarès
- Championnat d'Arabie saoudite de football : 1999, 2000, 2001, 2003
- Coupe d'Arabie saoudite de football : 1999
- Vainqueur de la Ligue des Champions de l'AFC en 2004, 2005
- Vainqueur de la Coupe des vainqueurs de coupes d'Asie en 1999